# Stimmkreis Ingolstadt
Der Stimmkreis Ingolstadt (Stimmkreis 119, Stimmkreisbezeichnung bis 2013 als Stimmkreis 118 Ingolstadt, Neuburg an der Donau) ist ein Stimmkreis in Oberbayern. Er umfasste bis zur Landtagswahl 2008 die kreisfreie Stadt Ingolstadt sowie die große Kreisstadt Neuburg a.d.Donau und die Gemeinden Bergheim, Karlskron, Oberhausen, Rennertshofen, Rohrenfels, Weichering des Landkreises Neuburg-Schrobenhausen. Wahlberechtigt waren 2008 bei der Landtagswahl 125.640 Einwohner.
Zur Landtagswahl 2013 wurden an den neugebildeten Stimmkreis Neuburg-Schrobenhausen (124) die Gemeinden Burgheim, Karlskron, Neuburg a.d.Donau, Oberhausen, Rennertshofen, Weichering und die Verwaltungsgemeinschaft Neuburg a.d.Donau abgegeben. Die Stimmkreisbezeichnung änderte sich in Stimmkreis Ingolstadt und er ist nun gebietsgleich mit der Stadt Ingolstadt.

## Landtagswahl 2023
Zur Landtagswahl 2023 traten folgende Parteien und Direktkandidaten im Stimmkreis Ingolstadt an und erzielten folgende Ergebnisse:
| Nr. | Direktkandidat          | Partei           | Erststimmen in % | Gesamtstimmen in % |
| --- | ----------------------- | ---------------- | ---------------- | ------------------ |
| 1   | Alfred Grob             | CSU              | 35,6             | 35,9               |
| 2   | Merlin Nagel            | GRÜNE            | 13,3             | 13,8               |
| 3   | Markus Reichhart        | Freie Wähler     | 13,1             | 12,0               |
| 4   | Lukas Rehm              | AfD              | 16,5             | 16,7               |
| 5   | Markus Rößler           | SPD              | 9,1              | 8,7                |
| 6   | Jakob Schäuble          | FDP              | 4,3              | 4,7                |
| 7   | Christian-Linus Pauling | LINKE            | 2,8              | 2,5                |
| 8   | Adalbert Diensthuber    | BP               | 0,8              | 0,8                |
| 9   | Franz Hofmaier          | ÖDP              | 2,2              | 1,9                |
| 10  | Patrick Ott             | Die PARTEI       | 1,2              | 1,0                |
| 11  | -                       | Tierschutzpartei | -                | 0,4                |
| 12  | Christiane Briem        | V-Partei³        | 0,3              | 0,2                |
| 13  | -                       | PdH              | -                | 0,2                |
| 14  | Nikolaus Schwarz        | dieBasis         | 0,9              | 0,9                |
| 15  | -                       | Volt             | -                | 0,3                |

## Landtagswahl 2018
Im Stimmkreis waren insgesamt 90.643 Einwohner wahlberechtigt. Die Landtagswahl am 14. Oktober 2018 hatte folgendes Ergebnis:
| Direktkandidat       | Partei               | Erststimmen in % | Gesamtstimmen in % | Veränderung der Gesamtstimmen im Vergleich zur Landtagswahl 2013 in % |
| -------------------- | -------------------- | ---------------- | ------------------ | --------------------------------------------------------------------- |
| Alfred Grob          | CSU                  | 36,0             | 36,2               | - 13,7                                                                |
| Christoph Spaeth     | SPD                  | 9,1              | 9,1                | - 11,2                                                                |
| Petra Flauger        | Freie Wähler         | 7,4              | 7,4                | - 0,1                                                                 |
| Stephanie Kürten     | GRÜNE                | 15,8             | 16,6               | + 9,0                                                                 |
| Jakob Schäuble       | FDP                  | 7,4              | 6,9                | + 3,7                                                                 |
| Eva Bulling-Schröter | LINKE                | 5,9              | 2,0                | + 1,9                                                                 |
| Michael Barthelmes   | BP                   | 1,6              | 1,6                | - 0,4                                                                 |
| Raimund Köstler      | ÖDP                  | 1,6              | 1,6                | - 1,0                                                                 |
| Christian Doppler    | PIRATEN              | 0,7              | 0,7                | - 1,7                                                                 |
| Johannes Kraus       | AfD                  | 12,9             | 12,9               | + 12,6                                                                |
| -                    | LKR                  | -                | 0,0                | -                                                                     |
| -                    | mut                  | -                | 0,1                | + 0,1                                                                 |
| Matthias Knöferl     | Die Humanisten       | 0,3              | 0,3                | + 0,3                                                                 |
| Bernd Sandner        | Die PARTEI           | 0,9              | 0,8                | + 0,8                                                                 |
| -                    | Gesundheitsforschung | -                | 0,1                | + 0,1                                                                 |
| -                    | Tierschutzpartei     | -                | 0,3                | + 0,3                                                                 |
| Antje Meinen         | V-Partei³            | 0,5              | 0,4                | + 0,4                                                                 |

Der Stimmkreis wird im Landtag durch den erstmals direkt gewählten Stimmkreisabgeordneten Alfred Grob (CSU) vertreten.

## Landtagswahl 2013
Bei der Landtagswahl 2013 waren im neugebildeten Stimmkreis Ingolstadt 89.885 Einwohner wahlberechtigt. Die Wahl hatte im Stimmkreis folgendes Ergebnis:
| Direktkandidat        | Partei       | Erststimmen in % | Gesamtstimmen in % | +/- Gesamtstimmen ggü. 2008 in %-P. |
| --------------------- | ------------ | ---------------- | ------------------ | ----------------------------------- |
| Christine Haderthauer | CSU          | 45,7             | 49,9               | + 10,0                              |
| Achim Werner          | SPD          | 19,2             | 20,3               | + 0,5                               |
| Markus Reichhart      | Freie Wähler | 10,8             | 7,6                | - 3,9                               |
| Christian Höbusch     | GRÜNE        | 8,0              | 7,6                | - 0,8                               |
| Jutta Herzner-Tomei   | FDP          | 3,6              | 3,2                | - 4,9                               |
| Manfred Lindner       | LINKE        | 3,3              | 3,1                | - 2,3                               |
| Michael Würflein      | ÖDP          | 2,9              | 2,6                | - 0,5                               |
| Peter Schecklmann     | REP          | 1,4              | 1,3                | - 0,1                               |
| Anton Weigl           | BP           | 2,4              | 2,0                | + 0,8                               |
| -                     | BüSo         | -                | 0,0                | 0,0                                 |
| -                     | Die Freiheit | -                | 0,1                | n.k.                                |
| Gerd Fleischer        | PIRATEN      | 2,6              | 2,4                | n.k.                                |

## Landtagswahl 2008
Die Landtagswahl 2008 hatte folgendes Ergebnis:
| Direktkandidat        | Partei       | Erststimmen in % | Gesamtstimmen in % | Veränderung der Gesamtstimmen im Vergleich zur Landtagswahl 2003 in % |
| --------------------- | ------------ | ---------------- | ------------------ | --------------------------------------------------------------------- |
| Christine Haderthauer | CSU          | 41,1             | 42,0               | - 20,5                                                                |
| Achim Werner          | SPD          | 17,3             | 17,9               | - 0,4                                                                 |
| Stefan Walter         | GRÜNE        | 7,2              | 8,1                | + 1,6                                                                 |
| Markus Reichhart      | Freie Wähler | 14,6             | 13,1               | + 7,4                                                                 |
| Philipp Philippson    | FDP          | 7,9              | 7,6                | + 5,6                                                                 |
| Peter Schecklmann     | REP          | 1,2              | 1,3                | - 0,4                                                                 |
| Franz Hofmaier        | ödp          | 2,8              | 2,5                | + 0,5                                                                 |
| Anton Weigl           | BP           | 1,3              | 1,2                | + 0,6                                                                 |
| -                     | BüSo         | -                | 0,0                | - 0,1                                                                 |
| Manfred Lindner       | LINKE        | 5,1              | 4,8                | + 4,8                                                                 |
| Marion Hofer          | VIOLETTE     | 0,2              | 0,2                | + 0,2                                                                 |
| Stefan Faber          | NPD          | 1,1              | 1,1                | + 1,1                                                                 |